# جرج دیتون
جرج دیتون (انگلیسی: George Dayton; ۶ مارس ۱۸۵۷ – ۱۸ فوریهٔ ۱۹۳۸) کارآفرین، بازرگان و مدیر ارشد اجرایی آمریکایی بود، که در سال ۱۹۶۴ شرکت دیتون هادسون را تأسیس نمود. این شرکت از سال ١٩۶٣ به تارگت تغییر نام داد.